# North Rauceby
North Rauceby è un villaggio e parrocchia civile dell'Inghilterra, appartenente alla contea del Lincolnshire.